# Dino Crisis
Dino Crisis (ディノ クライシス Dino Kuraishisu?) es un videojuego de terror y supervivencia de acción y aventuras desarrollado y publicado por Capcom originalmente para la PlayStation. Se trata de la primera entrega de la serie Dino Crisis y fue desarrollada por el mismo equipo que creó la serie Resident Evil de Capcom, incluido el director Shinji Mikami, y comparte muchas similitudes con ella. La historia sigue a Regina, una agente de operaciones especiales enviada con un equipo para investigar una instalación de investigación en una isla aislada. Al encontrar el lugar invadido por dinosaurios, Regina debe luchar en la instalación para descubrir sus secretos y, en última instancia, escapar con vida con su equipo.
En lugar de los fondos pre-renderizados de los juegos Resident Evil que lo precedieron, Dino Crisis utiliza un motor original en tiempo real con entornos 3D. El juego incluye mecánicas tradicionales de terror de supervivencia, que incluyen acción y rompecabezas, y fue desarrollado para tener un terror visceral más consistente con los dinosaurios siendo rápidos, inteligentes y violentos. Más tarde, Capcom comercializaría el juego como "terror de pánico" en lugar de "terror de supervivencia" debido a estos cambios de diseño. El equipo utilizó animales carnívoros como referencia para animar a los dinosaurios y programar sus comportamientos. La visión de Mikami para el juego no se cumplió por completo, ya que quería desarrollar una inteligencia artificial de dinosaurios más compleja. Sin embargo, creía que el equipo era capaz de crear entornos lo suficientemente detallados a pesar de las limitaciones del hardware.
Dino Crisis fue un éxito comercial y de crítica, y la versión para PlayStation vendió más de 2,4 millones de copias. Los críticos lo compararon fuertemente con Resident Evil, y algunos lo describieron como "Resident Evil con dinosaurios". También elogiaron la intensidad, los gráficos y la jugabilidad del juego. Algunas críticas se dirigieron a la falta de variedad de dinosaurios, los entornos repetitivos y los tediosos rompecabezas. Dino Crisis fue adaptado a Dreamcast y Windows en 2000, y fue relanzado para PlayStation Network en 2006. Se estaban desarrollando dos versiones diferentes para Game Boy Color, pero ambas se cancelaron. El juego se relanzó para los suscriptores de PlayStation Plus Premium en octubre de 2024 y estuvo disponible para su compra en PlayStation Store en noviembre. En enero de 2025, Dino Crisis y su secuela se relanzaron en GOG.com con soporte para Windows 10 y Windows 11, así como resolución 4K y gamepads modernos.

## Historia
El argumento del juego narra la travesía de Regina, una agente de inteligencia miembro de un equipo de fuerzas especiales SORT (Secret Operation Raid Team) entrenados para misiones extremas, que es enviado a la Isla Ibis, aislada en la noche en un océano tormentoso. En este lugar hay una inmensa base secreta científico-militar en la cual lleva cierto tiempo infiltrado un agente llamado Tom, para investigar la evolución y el desarrollo del armamento militar. En su último informe, afirma que este enigmático complejo acoge a una personalidad inusual: el doctor Edward Kirk.
Kirk es la máxima autoridad de investigación energética del país, pero fue dado por muerto tras una catástrofe acontecida hace tres años con uno de sus experimentos, después de que el Gobierno rechazara su tesis de "la fuente definitiva de energía limpia", y su laboratorio fuese cerrado y clausurado. De alguna manera, el doctor sobrevivió a la sombra y ha estado realizando actividades sospechosas y además ilegales en estas instalaciones, por lo cual se recomienda tomar medidas oportunas cuanto antes.
La misión del grupo es encontrar al doctor Kirk y llevarlo de regreso a su patria.
Un equipo de cuatro agentes se acerca a la isla en un helicóptero por la noche. Sus nombres son Regina, Gail, Rick y Cooper. Los cuatro descienden en paracaídas para aterrizar en la playa, pero Cooper se separa de ellos en una tormenta y aterriza en la jungla. Los otros tres se dirigen a las instalaciones contando con poder encontrarlo allí, pero sin que lleguen a saberlo, Cooper es devorado por una enorme bestia depredadora que se encuentra rondando en el bosque.
Cuando Regina, Gail y Rick han entrado en las instalaciones, se sorprenden al ver que hay muy poca energía y los sistemas de seguridad están inactivos e incompletos. No parece haber guardias ni trabajadores a la vista, pero el hallazgo de charcos de sangre, vallas destrozadas, cartuchos de balas y un cadáver horriblemente destripado los lleva a descubrir que algo ha sucedido en todo el lugar y que posiblemente no sea obra de personas infiltradas (terroristas). Rick decide entrar en las instalaciones para llegar a la sala de control, mientras Regina y Gail se quedan fuera. Entonces ella entra en una pequeña central de energía para reactivar un generador atómico, mientras su compañero permanece fuera haciendo custodia. Regina completa la tarea pero, antes de salir, escucha una cadena de sonidos del exterior: disparos, un grito de Gail y el rugido de un animal extraño. Regina acude corriendo y encuentra a una extraña criatura similar a un gran reptil que camina sobre dos patas, con terroríficos dientes puntiagudos y garras. Ella logra enfrentarse a él y matarlo, pero a su alrededor no hay más que otra valla rota y Gail ha desaparecido.
Regina logra más tarde reunirse con Rick dentro de las instalaciones, que presentan el mismo aspecto que el exterior: destrozos, cadáveres y depredadores prehistóricos rondando por cada esquina. Regina y Rick no comprenden de dónde pueden haber emergido esos seres completamente extintos en esta época actual, pero tienen dos preocupaciones más importantes: la misión debe continuar y deben encontrar al doctor Kirk, y además, deben buscar una nueva forma de escapar de la isla, pues Cooper llevaba el aparato de radio satelital y no hay rastro de él.
Mientras Rick permanece en la sala de control abriendo puertas y rastreando señales, Regina explora aún más e ingresa en todas las instalaciones. En su camino halla a sobrevivientes que mueren desangrados no sin antes decir sus últimas palabras ante ella, así como a otros dinosaurios carnívoros, algunos incluso voladores o de tamaño muy pequeño. En uno de estos encuentros es atacada sorpresivamente por un velociraptor y cuando es salvada por Gail.
Cuando los tres agentes de inteligencia se reúnen de nuevo en la sala de control, suceden dos acontecimientos. El primero es que Gail ve a través de una cámara de seguridad al doctor Kirk escabulléndose hacia un laboratorio subterráneo. El segundo es el recibimiento de una llamada de auxilio, que podría ser de Tom o de Cooper. Rick quiere responder a la llamada de su compañero, pero Gail recela por la posibilidad de que sea una trampa y prefiere concentrarse en la misión, derivado de esta situación estos dos desatan una rápida pero breve discusión y, al no ponerse de acuerdo, deciden tomar caminos separados. En este punto de la historia, el jugador debe elegir a qué personaje acompañará Regina.
En la aventura de Rick, Regina y su compañero viajan a un área aislada de las instalaciones y encuentran a una persona herida de gravedad, Tom, que fue sorprendido y atacado por dinosaurios carnívoros. Parece extremadamente difícil que puedan salvarle la vida, por lo cual tratarán de llevarlo a una sala de atención médica. Sin embargo, al llegar descubrirán a un depredador reposando en ella, y Tom sacrificará su vida para detener a la bestia y salvarlos. Antes de morir, el agente infiltrado les asegurará que Kirk está loco y que hay que detenerlo a cualquier precio, pues sus experimentos no tienen nada que ver con el desarrollo de energía y podrían terminar aún peor que hace tres años.
En la aventura de Gail, Regina y su compañero logran acercarse al laboratorio y ven al doctor Kirk, que escapa tratando de evitar ser capturado. Gail logra perseguirlo, pero Regina se queda atrás al cerrarse unas puertas electrónicamente, debido a lo cual llega mucho más tarde. Al entrar en una sala de ordenadores, descubre la entrada secreta al laboratorio personal del doctor Kirk, para acceder necesita la ayuda de Gail. Los dos logran entrar y lo que encuentran es un extraño panel energético del cual brota una extraña burbuja de luz azul. Apenas ellos se acercan, la burbuja se apaga y los sistemas de seguridad del lugar se activan cerrando las salidas y aislándolos. Gracias a la pericia de ambos, logran desactivar la alarma y volver a abrir todos los caminos.
En este momento es cuando los protagonistas deben marcharse del laboratorio y escapar a la superficie, a donde parece haber escapado el doctor. Regina tendrá ante sí las opciones de escapar por donde ha venido, un camino infestado de dinosaurios carnívoros, o huir por la escotilla de emergencia del laboratorio del doctor, protegida por un cierre electrónico.
Cualquiera que sea la opción, Regina y Gail llegan a un almacén de cargamentos pesados y allí encuentran al doctor Kirk. El científico no parece lamentar en absoluto la situación a la que ha conducido a cuantos lo rodean, ni muestra el más mínimo interés por otra cosa que no sea finalizar la última fase de su experimento. Gail, furioso, lo amenaza y lo saca del lugar por la fuerza mientras Regina acude a la sala de comunicaciones y acciona una gran antena, gracias a la cual logra contactar a su base y pedir a un equipo de rescate para que los recoja en el helipuerto de las instalaciones.
Regina, Rick y Gail se reúnen de nuevo teniendo en su poder al doctor Kirk. Cuando se disponen a acudir al helicóptero, Gail les dice que se vayan sin él, pues tiene "un asunto pendiente" que arreglar, y que si él no está con ellos cuando llegue el helicóptero, se puedan marchar sin él. Regina, Rick y el doctor logran llegar vivos al helipuerto, pero no reciben una señal de Gail. Es entonces cuando aparece el helicóptero y se disponen a marcharse.
Sin embargo, en contra de todo lo esperado, el muro del helipuerto es derribado por una bestia gigantesca: un Tiranosaurio Rex, el terrible depredador prehistórico que ha devorado a Cooper en la selva. El enorme dinosaurio muerde y destroza el helicóptero cuando este se acerca a tierra, y en medio del caos el doctor Kirk escapa de sus captores. Regina y Rick logran escapar del monstruo por un ascensor que los conduce a un complejo subterráneo desconocido. Ahora, ni siquiera saben dónde están ni tampoco si podrán continuar con la misión.
A medida que Regina y Rick se internan aún más en el complejo subterráneo, descubren que allí es donde realmente Kirk realizaba sus experimentos, pues ese lugar parece tecnológicamente mucho más avanzado y complejo que las instalaciones de la superficie.
En este viaje se reencontrarán con Gail, quien a pesar de ayudarles, parece intentar buscar algo diferente a lo que están investigando ellos. Sin embargo los tres volverán a unir fuerzas cuando lleguen al centro de la Tercera Energía: una inmensa máquina alrededor de la cual parece haber varios pisos de laboratorios, superordenadores y terminales electrónicas controladas por computadora.
Y entre todos estos laberintos desconocidos, Regina logra hallar el laboratorio personal del doctor Kirk, más grande y complejo que el que encontraron en la superficie y también un reflejo de la locura del científico. Aunque cuando ella llega al lugar, Kirk la amenaza de muerte con una pistola, Gail llega para detenerlo y ambos interrogan al científico apuntándole con sus armas.
En este punto se revela el origen del fenómeno: la Tercera Energía, que es una entidad que influye directamente en el flujo del tiempo. En un experimento se creó un gran vórtice que alteró la continuidad del tiempo y espacio y trasladó objetos, seres y fenómenos del laboratorio a otra era, en este caso la Era Mesozoica. Pero esta materia no cruzó el vórtice sin intercambiarse, lo cual trajo a las criaturas de esa era prehistórica a la época actual.
El generador de la Tercera Energía está en funcionamiento y listo para operar, luego no hay marcha atrás: hay que asegurar que el experimento salga bien, para lo cual Regina construirá y empleará los dispositivos creados por Kirk para la fase final. Son el Inicializador (que arranca la Tercera Energía) y el Estabilizador (que la mantiene bajo control una vez liberada), con los cuales la Tercera Energía estabiliza el tiempo suficiente para que los agentes escapen de la isla.
En este punto Gail se separa y es mortalmente herido. Cuando Regina lo encuentra, él le entrega un disco sistema (disco de datos) y le revela que toda la misión que han estado cumpliendo era falsa, pues al Gobierno solo le interesaba la información de la Tercera Energía. Kirk no les interesaba, y Gail era el único que lo sabía.
Dependiendo de las decisiones que Regina toma ahora, la historia termina en que ella y Rick logren escapar con el doctor Kirk, con Gail o con ambos. En este lugar, Regina tendrá un último enfrentamiento con el Tiranosaurio Rex, al cual lograrán exterminar. Tras entregar un informe detallado de lo sucedido durante la misión, casi imposible, Regina declara al gobierno de la ONU, estar lista para su próxima misión extrema; esta vez al lado de un soldado del escuadrón especial de las fuerzas armadas, más conocido como el equipo T.R.A.T. (Tactical Reconnoitering and Acquisition Team).

## Jugabilidad
La jugabilidad es similar a la de Resident Evil, aunque no igual. Una de las principales diferencias es que el jugador camina por pasillos desolados, donde es frecuentemente atacado por dinosaurios. El jugador puede neutralizar a los enemigos con varias armas: una pistola, una escopeta y un lanzagranadas. Cada una tiene municiones diferentes y especiales; la escopeta puede, incluso, disparar dardos sedantes o venenosos.
Aunque los enemigos no son muchos, el jugador se encuentra completamente solo y debe superar una gran cantidad de acertijos, conseguir municiones y claves de seguridad para poder acceder a nuevas zonas. 
En el entorno de la acción, uno no disfruta de una gran cantidad de movimientos. Los básicos son: disparar, andar, correr y recoger objetos. Gracias a que Dino Crisis es un juego Panic horror, la mayoría de las veces se es atacado cuando uno menos se lo espera, cosa que normalmente ocurre cuando vamos por entornos de oficina o donde hay puntos clave para la continuación del juego.
El juego presenta varios finales diferentes, tres en total, por lo que presenta una rejugabilidad excelente. Además, al principio del juego se permite elegir la dificultad, normal o fácil, permitiendo que los jugadores inexpertos lo jueguen con menos dificultades para tener más posibilidades de superarlo. También es posible obtener cuatro trajes especiales según la puntuación que obtenga el jugador en su partida y munición ilimitada para todas las armas.

## Gráficos
Shinji Mikami experimenta por primera vez en un survival horror con gráficos 3D, dando una experiencia única para la época y llena de ventajas técnicas, aunque para la mayoría de los jugadores, que estaban acostumbrados a los gráficos prerenderizados, les podría resultar más difícil identificar objetos ya que estos también estaban hechos con el mismo motor; la solución simple fue hacer que flotasen, como en Metal Gear Solid.
Aunque el juego fue trasladado a Microsoft Windows y a la consola Sega Dreamcast, los gráficos permanecían casi iguales a su versión original, a pesar de que había transcurrido un año desde el lanzamiento de la versión original.

## Música
Aunque la música no esté presente en todo momento, sí lo está en los momentos más peligrosos para crear una sensación de terror al jugador, haciendo que la tensión llegue a un punto más alto de lo que lo haría sin este inteligente complemento.